# Fusione piroelettrica
La fusione piroelettrica è la tecnica che utilizza cristalli piroelettrici per generare gli intensi campi elettrostatici  che accelerano gli ioni di deuterio  che colpiscono un bersaglio di idruro metallico contenente deuterio (o trizio), l'energia cinetica deve essere sufficiente a che i nuclei di deuterio subiscano la fusione nucleare. La stessa tecnica potrà essere utilizzata nel futuro per accelerare ioni di trizio.
Tale risultato è stato conseguito nell'aprile 2005 da un team dell'UCLA. Gli scienziati hanno utilizzato un cristallo piroelettrico riscaldato da -34 °C a 7 °C, che alimenta un ago di tungsteno e produce un campo elettrico di circa {\displaystyle 25\,}GV{\displaystyle /m} che ionizza e accelera i nuclei di deuterio che colpiscono un bersaglio di deuteruro di erbio. Sebbene l'energia degli ioni di deuterio generati dal cristallo non sia stata misurata direttamente, gli autori stimano la loro energia essere 100 keV (che corrisponde a una temperatura di circa 109 K). A questi livelli di energia, due nuclei di deuterio possono fondersi insieme per produrre un nucleo di elio-3, un neutrone da 2,45 MeV e bremsstrahlung. Sebbene sia un'utile sorgente di neutroni, l'apparato non è destinato alla generazione di energia poiché richiede molta più energia di quanta ne produca.

## Storia
Il processo di accelerazione degli ioni leggeri che utilizza campi elettrostatici e ioni deuterio per produrre fusione in bersagli solidi deuterati è stato dimostrato per la prima volta da John Douglas Cockcroft e Ernest Walton nel 1932 (si veda il generatore Cockcroft-Walton). In effetti, il processo è utilizzato oggi in migliaia di versioni miniaturizzate del loro acceleratore originale, sotto forma di piccoli generatori di neutroni con un tubo sigillato, nell'industria dell'esplorazione petrolifera.
Il processo della piroelettricità è noto fin dall'antichità. La prima volta che sono stati utilizzati dei piroelettrici per accelerare i deuteroni è stato nel 1997 in un esperimento condotto da Dougar Jabon, Fedorovich e Samsonenko. Questo gruppo ha utilizzato un cristallo piroelettrico di tantalato di litio (LiTaO3).
L'approccio nuovo consiste nell'utilizzare l'effetto piroelettrico per generare gli intensi campi elettrici 
elettrici acceleranti, che vengono prodotti riscaldando il cristallo da -34 °C a +7 °C.

## Risultati dal 2005
Nell'aprile 2005, un team dell'UCLA guidato da James K. Gimzewski e da Seth Putterman ha utilizzato una sonda di tungsteno collegata a un cristallo piroelettrico per aumentare l'intensità del campo elettrico. L'esperimento è stato eseguito da Brian Naranjo, uno studente di Putterman, dimostrando che è possibile in un banco di laboratorio usare l'energia di un piroelettrico per produrre la fusione. È stato usato un cristallo piroelettrico di tantalato di litio (LiTaO3) per ionizzare gli atomi di deuterio e accelerare i deuteroni verso un bersaglio fisso di dideuteruro di erbio (ErD2). Sono avvenute circa 1000 reazioni di fusione al secondo, in ciascuna vi è stata la produzione di un nucleo di elio-3 da 820 keV e un neutrone da 2,45 MeV. Il gruppo prevede che tale dispositivo possa essere usato come sorgente di neutroni o anche in micropropulsori per la propulsione spaziale.
Un team del Rensselaer Polytechnic Institute, guidato da Yaron Danon e dal suo studente Jeffrey Geuther, ha migliorato gli esperimenti dell'UCLA utilizzando un dispositivo con due cristalli piroelettrici e in grado di funzionare a temperature non criogeniche.
La fusione nucleare D-D con cristalli piroelettrici è stata proposta da Naranjo e Putterman nel 2002. È stato anche discusso da Brownridge e Shafroth nel 2004. La possibilità di utilizzare cristalli piroelettrici come sorgente di neutroni (mediante fusione D-D) è stata proposta in una conferenza da Geuther e Danon nel 2004 e successivamente in una pubblicazione in cui si proponeva l'accelerazione di elettroni e ioni da parte di cristalli piroelettrici. Tutti questi autori ignoravano il precedente lavoro sperimentale del 1997 condotto da Dougar Jabon, Fedorovich e Samsonenko i quali però credevano erroneamente che la fusione avvenisse all'interno dei cristalli. Le punte di tungsteno sono comunemente usate da molti anni per generare intensi campi elettrici, ma solo nel 2005 sono stati utilizzati per la fusione piroelettrica. Bisogna aggiungere che nel 2010 si è dimostrato che non fosse necessario utilizzare le punte di tungsteno per aumentare il campo elettrico prodotto da cristalli piroelettrici ed è possibile portare l'energia cinetica degli ioni positivi accelerati fino a 310 keV.
La fusione piroelettrica è stata pubblicizzata nei media, ma ignorando il precedente lavoro sperimentale di Dougar Jabon, Fedorovich e Samsonenko. La fusione piroelettrica non è correlata ad altre reazioni di fusione nucleare, come quella trovata negli esperimenti di sonoluminescenza eseguiti da Rusi Taleyarkhan dell'università Purdue. Vi è da aggiungere che Naranjo del team dell'UCLA è stato uno dei principali critici del fatto che avvenisse veramente la fusione nucleare negli esperimenti di Taleyarkhan.
I primi risultati positivi con la fusione piroelettrica utilizzando un bersaglio contenente trizio sono stati ottenuti nel 2010. Il team dell'UCLA di Putterman e Naranjo ha lavorato con Venhaus del Los Alamos National Laboratory per misurare un segnale di neutroni da 14,1 MeV molto al di sopra del fondo. Tale tecnica è una naturale sviluppo del lavoro precedente con bersagli deuterati.